# GLAD ALL OVER
『GLAD ALL OVER』（グラッド・オール・オーヴァー）は、忌野清志郎と仲井戸麗市の3枚組ライブ・アルバム、及びライブ・ビデオ。

## 解説
1994年8月13日、日比谷野外音楽堂で行われた忌野清志郎と仲井戸麗市の共演ライブを収録したアルバム。
RCサクセション（以下、RCと略す）活動休止以来となる忌野と仲井戸の共演は話題を呼びコンサート･チケットは僅か2分で売切となった。
元々は忌野清志郎&2・3'sのため押さえられた日程だったが解散となったため（三宅伸治の勧めもあって）忌野から仲井戸に打診があったという。忌野は「内容はなんでもいい。RC再結成でも構わない」という事だったが、仲井戸は「RCは出来ない」という回答だった。
当時の仲井戸バンドを中心としたメンバー編成で、第1部のアコースティック・セットでRC以降の楽曲を各1曲ずつ演奏した以外、すべて1983年以前のRCの楽曲のみで構成された。
3枚組CDはコンサート完全収録、ビデオは18曲の短縮版。
2013年9月25日、同一ビデオBlu-ray Disc盤（TOXF-5782）発売の際は、テレビ東京系列で放送された特別番組『EVERYDAY WE HAVE THE BLUES -生きる-』で、忌野と仲井戸が歌唱した「宝くじは買わない」「上を向いて歩こう」の2曲が追加収録された。

## 収録曲
※ *はビデオ未収録

### Disc 1
1. よそ者
2. ボスしけてるぜ
3. たとえばこんなラブソング*
4. 忙しすぎたから
5. ダーリン・ミシン*
6. 夏の色調*
7. お弁当箱
8. 甲州街道はもう秋なのさ

### Disc 2
1. よォーこそ
2. ロックン・ロール・ショー
3. 君が僕を知ってる*
4. SWEET SOUL MUSIC
5. いい事ばかりはありゃしない*
6. ハイウェイのお月様
7. 君を呼んだのに
8. エンジェル*

### Disc 3
1. ステップ!
2. 上を向いて歩こう
3. トランジスタ・ラジオ
4. ドカドカうるさいR&Rバンド
5. スローバラード*
6. チャンスは今夜
7. 雨あがりの夜空に
8. キモちE
9. 夜の散歩をしないかね

## 参加ミュージシャン
- 早川岳晴（Bass）
- 湊雅史（Drums）
- KYON（Keyboards）
- 梅津和時（Sax）
- 片山広明（Sax）
- Miki （Chorus）
- Machiko （Chorus）